# Каркемиш

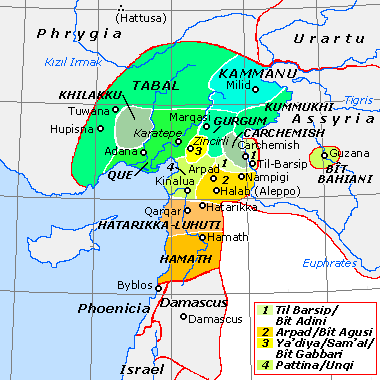
«Неохеттські» держави північної Сирії (приблизно 800 р. до н. е.)

Каркемиш, Кархемиш (тур. Karkamış) — стародавнє місто і однойменна держава, що існувала в XIX — IX ст. до н. е. у північній Сирії (нині — на кордоні Туреччини з Сирією).

## Історія
Поселення на місті Каркемиша існувало щонайменше з кінця IV тис. до н. е. Перша згадка про місто міститься у документах, знайдених в Еблі і датованих III тис. до н. е. та в першій половині ІІ тис. до н. е. з текстів знайдених в місті Марі. До 2200 р. до н.е., часу початку занепаду Першого царства Ебли, місто було важливим торгівельним та військовим центром еблаїтів.
На початку XVIII ст. до н. е. Каркемиш був вже центром впливової держави. Місцевий цар Аплаганда підтримував віносини з Угаритом, Алалахом, Мітанні і Марі, до якого його піддані постачали деревину.

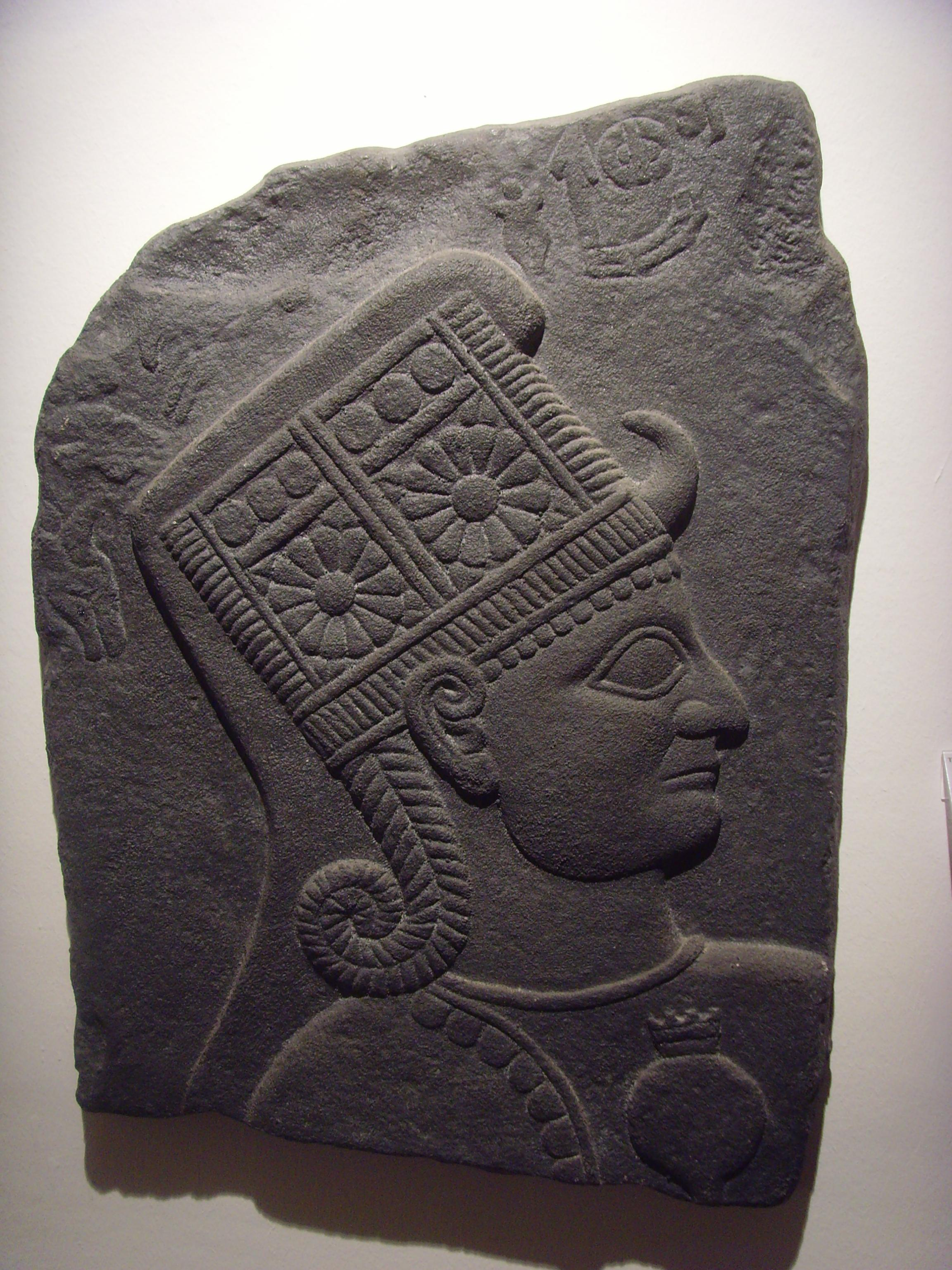
Богиня Кубаба. Базальтовий барельєф VIII ст. до н. е. з Каркемиша. Музей анатолійських цивілізацій, Анкара

Поруч з Каркемишем знаходився стратегічно важливий брід через Євфрат, що дозволяло місцевим володарям контролювати торговельні шляхи з Месопотамії до Сирії, Анатолії і далі на захід. Проте саме це приваблювало і завойовників. Першим з сусідів контроль над містом встановили царі Мітанні. У 1500 р. до н. е. мітаннійців на берегах Євфрата розгромив фараон Тутмос I, який встановив біля Каркемиша стелу на честь своєї перемоги, проте саме місто залишилися за переможеними. До Єгипта Каркемиш приєднав лише Тутмос III у 1446 р. до н. е.
Але вже за доби Ехнатона у XIV ст. до н. е. місто відвоювали нові загарбники — хетти. Їхній володар Суппілуліума I створив з Каркемиша залежне царство, на престол якого всадив свого сина Піясілі, що поклав початок місцевій хеттській династії. З цього часу царство Каркемиш набуло політичного значення в близькосхідному контексті. З цього моменту царі Каркемиша діяли як представники хеттського великого царя в Сирії. Показово, однак, що й нові володарі зберегли недоторканими місцеві культи, що мали виразні хурритські корені, — зокрема вшанування богині Кубаби.
На жаль, розкопки на цьому місці обмежувалися верхніми рівнями, тому джерела з історії Каркемиша в період пізньої бронзи походять лише із зовнішніх архівів, особливо з хеттської столиці Хаттуси та сирійських міст Угариту та Емару. Є й інші незначні архіви, такі як ті, що знайдені в Дур-Катлімму (Dūr-Katlimmu), Тель-Хуера (Tell Chuera) та Тель-Сабі Аб'яд (Tell Sabi Abyad), які також містять корисну інформацію.
Навала «народів моря» не оминула Каркемиш, проте місто швидко віродилося — вже як центр незалежної держави. Цар Кузі-Тешуб I проголосив себе «великим царем». До того часу так іменували себе лише володарі Хаттуси (яка у ті часи ще існувала), тож зміна титулу свідчила не лише про новий статус держави, але й про претензії на правонаступництво і гегемонію над усіма «неохеттськими» утвореннями у Сирії.
Нещодавнє відкриття королівської печатки царя Кузі-Тешуб І, сина Тальма-Тешуба, та визнання зв'язку між Кузі-Тешубом та лінією царів з Арслантепе (Мелід) довели, що царство Каркемиш пережило кінець Хеттської імперії.
У 1175 — 990 рр. до н. е. Каркемиш і справді утримував під своєю владою майже всю Північну Сирію і сусідні з нею райони Анатолії, проте згодом втратив своє панівне становище. У залізній добі Каркемиш був містом-державою, яке відігравало важливу політичну та економічну роль у північній Сирії. Археологічні розкопки 1911– 1914 рр. були перервані на початку Першої світової війни, і подальша політична ситуація не дозволила їх продовжити. Розкрита територія показала низку важливих залишків (головним чином будівлі, скульптури та ієрогліфічні лувійські написи, що прославляли місцеві династії); історія міста-держави в цей період також задокументована ассирійськими записами.

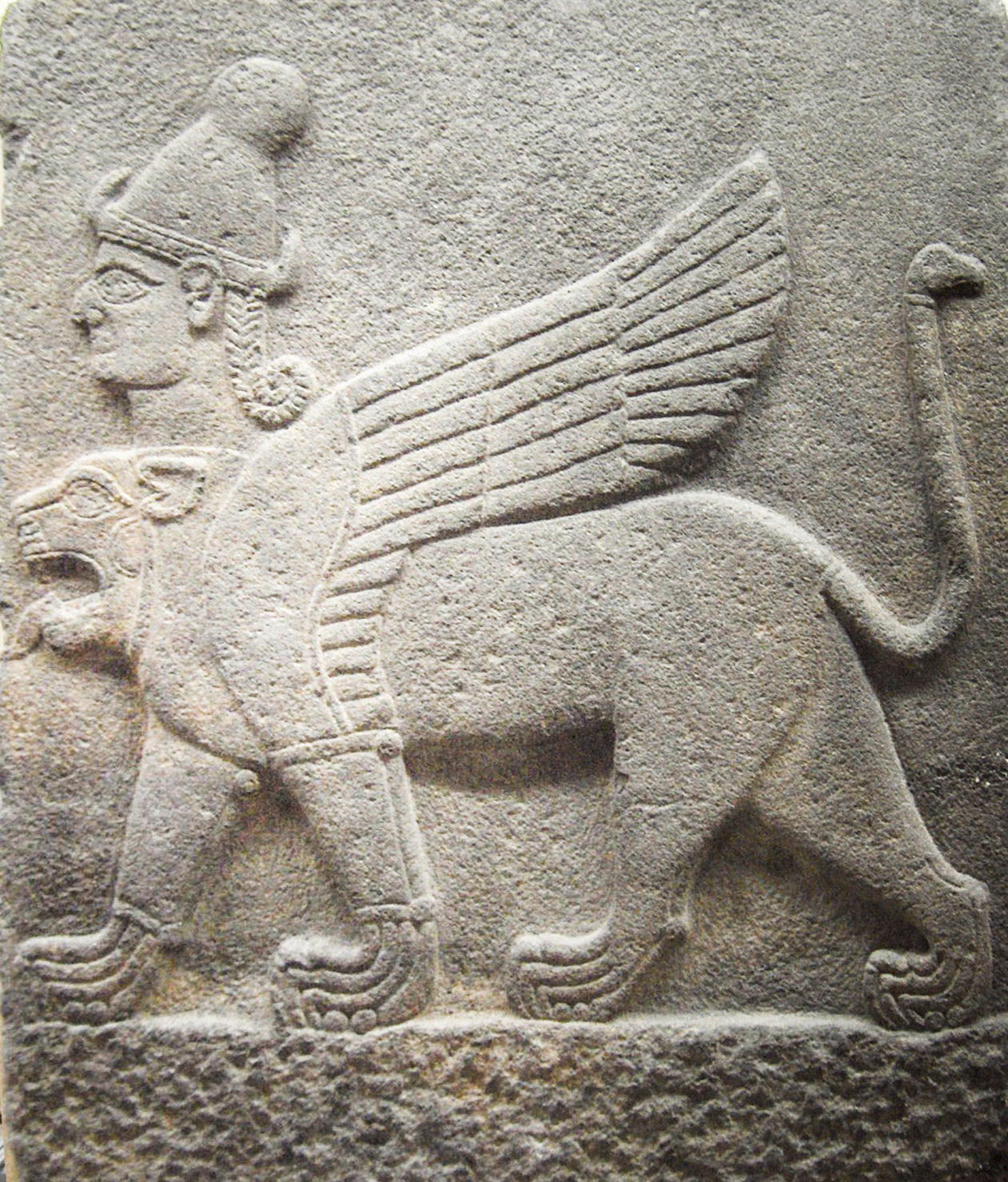
Хімера. Базальтовий барельєф VIII ст. до н. е. з Каркемиша. Музей анатолійських цивілізацій, Анкара

Коли у 876 р. до н. е. в Сирії з'явилося військо ассирійського володаря Ашшурнасірпала, Каркемиш відкупився від нього даниною. У 862 р. до н. е. місцевий цар уклав союз із Самалом, Хаттіною та Біт-Адіні, спрямований проти ассирійців. Проте це не зупинило Салманасара III, який зламав спротив сирійських царств і приєднав Північну Сирію до своєї держави. Каркемиш, разом з іншими західними державами, був приєднаний до Ассирійської імперії у другій половині VIII ст. до н. е.
Тимчасове ослаблення Ассирії відродило надії на незалежність. Проте край їм поклав Тіглатпаласар III. Каркемиш зберігав певну автономію аж до царювання Пісіріса, проте у 717 р. до н. е. Саргон II приєднав місто безпосередньо до Ассирії.
Після загибелі Ассирії переможці почали з'ясовувати стосунки між собою. Влітку 605 р. до н. е. фараон Нехо II спробував зупинити наступ вавилонської армії Навуходоносора II на підступах до Євфрату, проте в битві біля Каркемиша єгипетське військо зазнало нищівної поразки, а місто перейшло під контроль вавилонян.
За перської влади місто було відоме як Єраблус, за елліністичної та римської доби як Европос (дав.-гр. Εὔρωπος). Сьогодні з сирійського боку кордону розташоване містечко Караблус, а з турецького — поселення Каркамиш.

## Правителі
- Піяссіліс (Шаррі-Кушух), син Суппілуліумаса I (бл. 1315)
- [...]-Шаррума, син Піяссіліса
- Сахурунувас (Шахурунува), син Піяссіліса
- Іні-Тешшуб I, син Сахурунуваса (близько 1230-х)
- Тальма-Тешшуб, син Іні-Тешшуба I (близько 1200)
- Кузі-Тешшуб, син тальма-Тешшуба (близько 1170, називав себе «великим царем») )

... 
- [...]-па-цітіс
- Ура-Тархунтас, син [...]-па-цітіса
- Тутхаліяс (бл. 1100)

... 
- Іні-Тешшуб II (бл. 1100 (правитель Хатті, точне місце в списку неясне) )

... 
- Сухіс I
- Астуватаманцас, син Сухіса I
- Сухіс II, син Астуватаманцаса
- Катувас, син Сухіса II (бл. 900)
- Сангарас (бл. 870 — 848)

... 
- Астірувас (бл. 840)
- Йаріріс (або Арарас), євнух (?) (бл. 815)
- Каманіс, син Астіруваса (бл. 790)
- Астуріс (?), син Сатураса
- Пісіріс (бл. 730-х)